# Gypsy (Wirginia Zachodnia)
Gypsy – jednostka osadnicza w Stanach Zjednoczonych, w stanie Wirginia Zachodnia, w hrabstwie Harrison.